# DAZN
DAZN (en anglais : [dəˈzoʊn], littéralement « la zone ») est un service de streaming sportif par abonnement, créé en 2015 en Angleterre. Il diffuse des événements du monde entier, en direct et à la demande. Le siège social de l'entreprise est basé dans le quartier londonien d'Hammersmith.

## Historique
En 2015, DAZN se lance d'abord en Autriche, en Allemagne et en Suisse, puis au Japon en août 2016, au Canada l'année suivante,, aux États-Unis, et en Italie en 2018, en Espagne, et au Brésil en 2019, en France en 2020, et en Belgique en 2023, en remplacement d'Eleven Sports.
Le service est créé par Perform Group, une société de médias sportifs, détenant entre autres le site Goal et Opta Sports[réf. nécessaire]. En 2018, l'entreprise se divise en deux entités, l'activité DAZN étant dorénavant la propriété de la société DAZN Group[réf. nécessaire].
En décembre 2018, la valeur de DAZN est estimée à 3 milliards de livres sterling. Le service est décrit par l’Evening Standard comme l'une des rares « licornes » technologiques du Royaume-Uni. 
Pour la saison 2019-2020, le service détient par exemple les droits de diffusion de la Ligue des champions de l'UEFA au Canada et au Japon ou de la Premier League.
En décembre 2024, DAZN annonce l'acquisition de Foxtel, une chaine de télévision australienne consacrée au sport, qui appartenait à News Corp, pour 2,1 milliards de dollars.

### DAZN en France
Le 1er décembre 2020, DAZN s'exporte dans plus de 200 territoires à travers le monde, dont la France. Dans un premier temps, le marché français est limité à quelques combats de boxe.
Le 1er février 2021, DAZN se porte candidat pour l’acquisition des droits de la Ligue 1 et de la Ligue 2, à la suite de l’appel d’offres de la LFP, lancé après le retrait de Mediapro. L'offre de DAZN n'est pas retenue. En juin 2020, l'UEFA annonce que la plateforme co-diffusera la Ligue des champions féminine de l'UEFA à partir de la saison 2021-2022 sur YouTube partout dans le monde, et ce pendant quatre saisons.
Le 14 juillet 2024, DAZN et BeIN Sports se partagent les droits de diffusion de la Ligue 1 après une offre de 400 millions d'euros, proposée le 19 juin 2024 dans le cadre d'un nouvel appel d'offres de la LFP en France : DAZN obtient les droits de diffusion pour huit des neufs matchs de chaque journée et BeIN Sports obtient le dernier. Rapidement critiquée pour sa politique tarifaire, DAZN propose une promotion quelques semaines après son lancement, en septembre 2024,.